# اسفوماتو

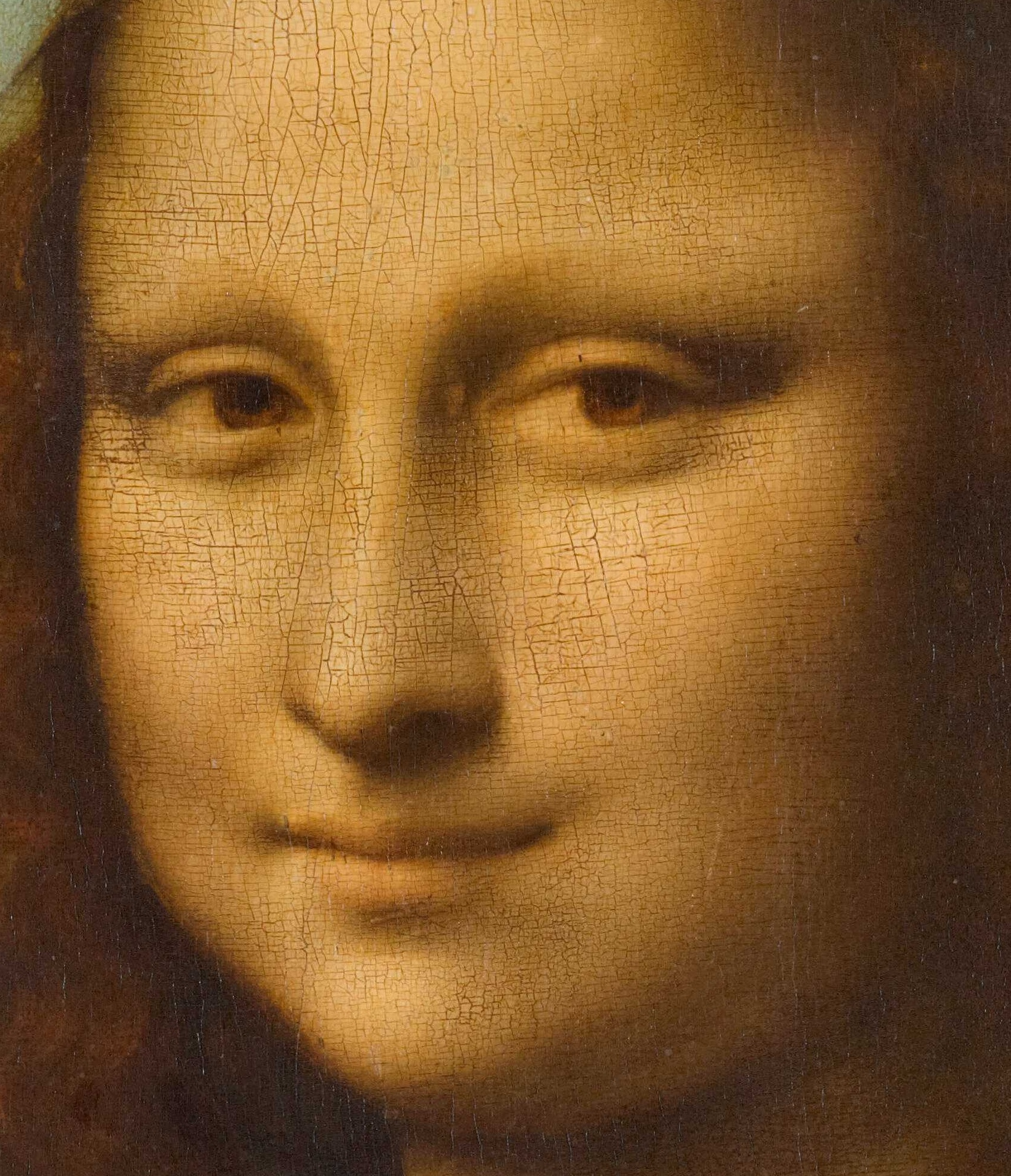
جزئیات چهره مونا لیزا که در آن به کارگیری اسفوماتو، به ویژه به دور چشم‌ها، به خوبی دیده می‌شود.

اسفوماتو یا محوکاری (به ایتالیایی: Sfumato) روشی است در برجسته‌نمایی که گویی اجسام در میان دود یا مه نشان داده می‌شوند. با تدرج ملایم رنگ‌سایه‌ها (از روشن به تیره) می‌توان حدود صریح و قاطع شکل‌ها را از میان برد تا به چنین جلوه‌ای در تصویر دست یافت. نقاشی‌ها و طراحی‌های لئوناردو دا وینچی، مثال بارز کاربست این اسلوبند.